# Kerstin Behrendt
Kerstin Behrendt (ur. 2 września 1967 w Lipsku) – niemiecka lekkoatletka, specjalizująca się w biegach sprinterskich, srebrna medalistka olimpijska z Seulu (1988) w biegu sztafetowym 4 x 100 metrów. W czasie swojej kariery reprezentowała Niemiecką Republikę Demokratyczną.

## Sukcesy sportowe
- trzykrotna medalistka mistrzostw NRD w biegu na 100 metrów – złota (1990) oraz 2x srebrna (1987, 1989)[1]
- brązowa medalistka mistrzostw NRD w biegu na 200 metrów (1987)[2]
- dwukrotna złota medalistka halowych mistrzostw NRD w biegu na 60 metrów (1989, 1990)[3]
- trzykrotna medalistka halowych mistrzostw NRD w biegu na 100 metrów – złota (1989) oraz 2x brązowa (1986, 1988)[4]

| Rok  | Miasto    | Zawody                      | Konkurencja                                    | Wynik                     |
| ---- | --------- | --------------------------- | ---------------------------------------------- | ------------------------- |
| 1985 | Chociebuż | mistrzostwa Europy juniorów | sztafeta 4 × 100 m bieg na 100 m bieg na 200 m | złoty medal               |
| 1987 | Rzym      | mistrzostwa świata          | sztafeta 4 × 100 m                             | srebrny medal             |
| 1988 | Seul      | igrzyska olimpijskie        | sztafeta 4 × 100 m                             | srebrny medal             |
| 1990 | Glasgow   | halowe mistrzostwa Europy   | bieg na 60 m                                   | 6. miejsce                |
| 1990 | Split     | mistrzostwa Europy          | sztafeta 4 × 100 m bieg na 100 m               | złoty medal brązowy medal |

## Rekordy życiowe
- bieg na 60 metrów (hala) – 7,20 – Senftenberg 11/02/1989
- bieg na 100 metrów – 11,05 – Poczdam 08/09/1988
- bieg na 200 metrów – 22,36 – Karl-Marx-Stadt 12/06/1988